# Wspólnota administracyjna Weiherhammer
Wspólnota administracyjna Weiherhammer – wspólnota administracyjna (niem. Verwaltungsgemeinschaft) w Niemczech, w kraju związkowym Bawaria, w rejencji Górny Palatynat, w regionie Oberpfalz-Nord, w powiecie Neustadt an der Waldnaab. Siedziba wspólnoty znajduje się w miejscowości Weiherhammer.
Wspólnota administracyjna zrzesza gminę targową (Markt) oraz dwie gminy wiejskie (Gemeinde): 
- Etzenricht, 1 583 mieszkańców, 13,60 km²
- Kohlberg, gmina targowa, 1 262 mieszkańców, 33,52 km²
- Weiherhammer, 3 811 mieszkańców, 39,89 km²